# 同步带

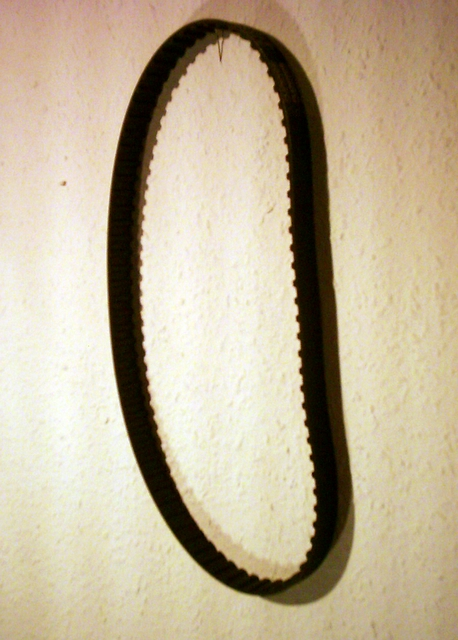
一条同步带

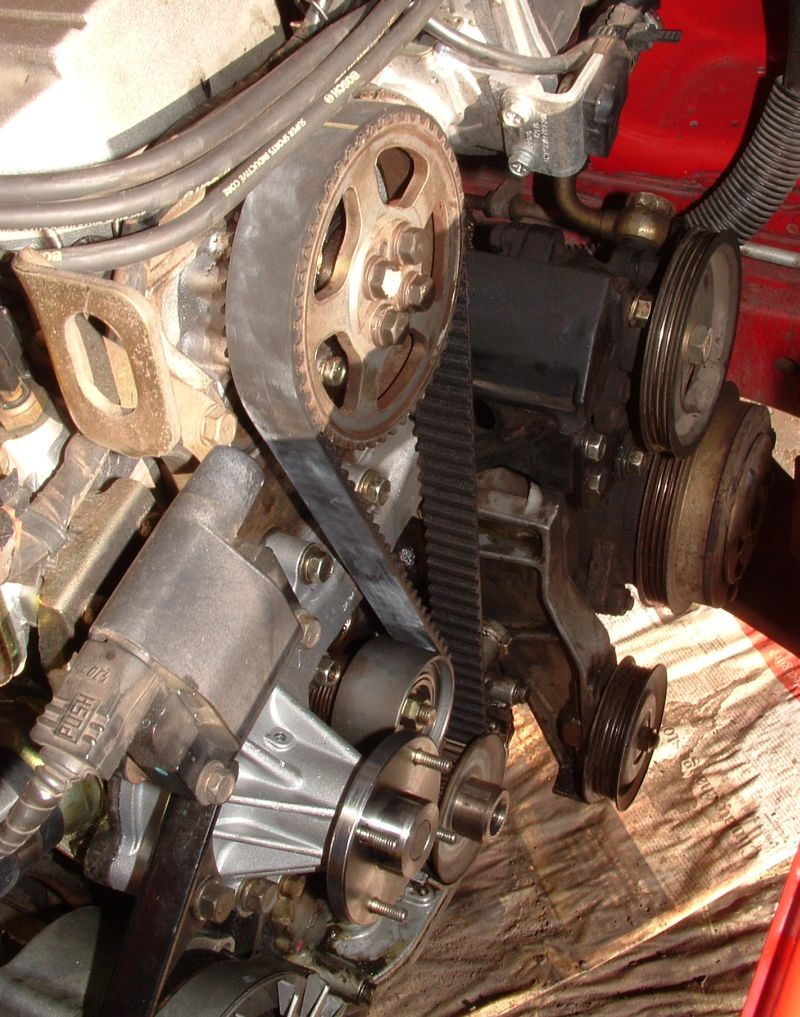
降低带轮并拆除附件后，露出Nissan RB30E Engine上的发动机正时皮带

同步带，也称齿形带、正时带、无滑差带等。主要用于汽车引擎上使得各个缸体进排气时间同步。正時帶通常是橡膠材質，但有壽命限制需定期更換，運轉中斷裂時會使得活塞撞擊到提升閥導致引擎受損，因此一些引擎同步带以金屬鏈條取代橡膠皮帶。

## 传动
与常见的普通V带、平带等带传动方式相似，同步带是一种挠性传动形式。
V带、平带等传统带传动方式完全依赖摩擦力传递力，其不可避免的有相对滑动，会导致其实际减速比高于理论减速比，且会随载荷变化而变化，无法精确的传导运动。与之不同，同步带的工作面具有齿形，与带轮的齿槽作啮合传动，并由带的抗拉层承受负载以保持其节线长度不变，故带与带轮间没有相对滑动，主、从动轮间可以保持同步传动。由于其主要依赖齿面正压力传递力，故其带轮尺寸、中心距可以减小，速比可达10，传动效率可达99.5%，带速可达50m/s。

由于同步带的这些特征，它不仅可以用来传递运动、功率，也常用于伺服机构中，进行机构的定位。

## 同步带结构
同步带带体可以分为四个主要部分：胶层，包布层，带齿层和强力层。

### 强力层
强力层由抗拉的绳，通常是表面处理过的玻璃纤维或聚芳酰胺纤维绳构成。本层是主要承受负载的部分。

### 带齿层
带齿层是同步带与带轮接触的部分，其齿形必须准确、不易变形才能起到精确传递运动的功能。其齿根线大致处于节线的位置，保证弯曲时无周节变化。

### 包布层
包布层包裹在整个带齿层上，起到保护、防开裂的作用。

### 胶层
胶层也称带背，它的主要功能是将强力层的抗拉材料粘在带的节线位置，并保护抗拉材料。

## 分类
按照齿形进行分类，同步带主要分为梯形齿和圆弧齿两大类。与齿轮传动相对应，前者的带轮齿形为渐开线（简单的也可以采用梯形齿形），而后者则对应圆弧齿形。
目前，梯形齿同步带的发展较成熟，已有ISO 5296:1982、GB/T 11616-1989等标准规定其标准尺寸。而圆弧齿的性能较优良，可以传递更大的扭矩。
按照齿的方向进行分类，可以分为单面齿、双面齿；其中，双面齿又分为A、B两种类型，前者两面的齿对称排布，而后者两面齿交错排布。

## 规格
同步带的尺寸规格包括带的节距，带齿的参数，带长、带宽、带高等。
其中，带的节距与齿轮相似，大致可分为周节制、模数制和特殊节距三大类。周节制是以英制节距{\displaystyle p_{b}}为基准，分为从MXL到XXH七种。而模数制则是以公制模数{\displaystyle m}为准，有1、1.5、2mm等。目前，在中国大陆，模数制已渐渐为周节制所取代。特殊节距同步带则有T2.5、T5、T10、T20等，其节距分别为2.5、5、10、20mm。
| 节距种类 | 节距/英寸 | 节距/mm |
| -------- | --------- | ------- |
| MXL      | 0.080     | 2.032   |
| XXL      | 0.125     | 3.175   |
| XL       | 0.200     | 5.080   |
| L        | 0.375     | 9.525   |
| H        | 0.500     | 12.700  |
| XH       | 0.875     | 22.225  |
| XXH      | 1.250     | 31.75   |